# Vyšná Šebastová
Vyšná Šebastová és un poble i municipi d'Eslovàquia. Es troba a la regió de Prešov, al nord del país.

## Història
La primera referència escrita de la vila data del 1272.

## Demografia
| Godina             | 1994 | 2004   | 2014    | 2024    |
| ------------------ | ---- | ------ | ------- | ------- |
| Nombre de persones | 944  | 1022   | 1191    | 1349    |
| Diferència         |      | +8,26% | +16,53% | +13,26% |

| Godina             | 2023 | 2024   |
| ------------------ | ---- | ------ |
| Nombre de persones | 1351 | 1349   |
| Diferència         |      | −0,14% |